# 片平洌彦
片平 洌彦（かたひら きよひこ、1944年9月17日 - 2024年8月18日）は、日本神奈川県足柄上郡共和村生まれの研究者。保健学博士。
子供時代は病気がちだったが、勉学に勤しみ東京大学医学部に進学。当時は東大紛争の真っ只中。暴力の嵐の中にあって常に対話を重んじ平和的な姿勢を貫いた。体力に自信がないため医者の道ではなく人々の健康を守る保健学研究者の道を選んだという。
大学院時代から厚生省調査研究班の一員となりスモン病の被害者調査に参加し、その研究をまとめた論文で博士号を取得。この被害者の立場にたった調査・研究が原点となり、生涯をかけて薬害研究を行った。
東京医科歯科大学難治疾患研究所臨床薬理学研究室の佐久間昭教授のもとで助手、のちに助教授となった。また、当時の弟弟子には、東京大学特任教授となった津谷喜一郎、サリドマイド被害者の会の委員長で東京理科大学教授の佐藤嗣道の2人がいる。
日本ではサリドマイド、薬害スモンから薬害エイズ、薬害肝炎など、薬害が多発した。その間、一貫して被害者の立場に立ち、特に薬害エイズでは被害者を支える運動を、薬害肝炎では国の研究班で被害者調査を行った。

## 経歴
- 1969年　東京大学医学部保健学科卒業
- 1974年　東京大学医学系大学院保健学博士課程修了。保健学博士
- 1974年　東京都神経科学総合研究所研究員
- 1974年　東京医科歯科大学難治疾患研究所　助手（～1990年）
- 1990年　東京医科歯科大学　助教授（～2001年）
- 2001年　東洋大学社会学部社会福祉学科　教授（～2010年）
- 2010年　新潟医療福祉大学大学院医療福祉学研究科　特任教授（～2015年）
- 2010年　医療法人財団 健和会　臨床・社会薬学研究所　所長（2019年）
- 2019年　一般社団法人メディックス　臨床・社会薬学研究所　所長（～2024年）

所属学会　日本社会薬学会，日本社会医学会，日本公衆衛生学会，日本薬学会，日本保健医療社会学会，日本社会福祉学会，日本臨床薬理学会，日本疫学会，日本薬剤疫学会，日本脂質栄養学会，新日本医師協会，新薬学研究者技術者集団，日本医療総合研究所，日本科学者会議　等

## 主な出版物
- 『ノーモア スモン―スモンの恒久対策の確立と薬害根絶のために』川瀬清，共編，新日本医学出版社，1980
- 『改訂増補版 現代の保健―いのち・健康・平和』編著、篠原出版，1984年
- 『構造薬害』著書，農文協，1994年
- 『人間にとって医学とは何か』日野秀逸・片平洌彦・高野真樹・藤崎和彦，共著，新日本出版社，1995年
- 『増補改訂版 ノーモア薬害』編著，桐書房，1997年
- 『もう一つの厚生省犯罪 集団予防接種が広めた肝炎』美馬聰昭・片平洌彦・肝炎訴訟弁護団著，共著，かもがわ出版，1997年
- 『改訂版 やさしい統計学』著書，桐書房，2000年
- 『新・環境科学への扉』日本環境学会編集委員会編，共著，有斐閣，2001年
- 『かけがえのない生命（いのち）』編著，桐書房，2001年
- 『薬害ヤコブ病の軌跡―第1巻 裁判編』薬害ヤコブ病被害者・弁護団全国連絡会議編，共著，日本評論社，2004年
- 『エンサイクロペディア 社会福祉学』岡本民夫 [ほか] 編，共著，中央法規，2007年
- 『タミフル薬害―製薬企業と薬事行政の責任と課題―』編著，桐書房，2009年
- 『特別支援教育大事典』茂木俊彦編集代表，共著，旬報社，2010年
- 『環境総合年表―日本と世界―』共著，すいれん舎，2010年
- 『薬と社会をつなぐキーワード事典』「薬と社会をつなぐキーワード事典」編集委員会編，共著，本の泉社，2011年
- 『イレッサ薬害―判決で真実は明かされたのか―』編著，桐書房，2013年
- 『予防原則・リスク論に関する研究』日本科学者会議, 日本環境学会編，共著，本の泉社，2013年
- 『第6版 やさしい統計学　保健・医薬・看護・福祉関係者のために』編著，桐書房，2017年
- 『子宮頸がんワクチン問題 : 社会・法・科学』メアリー・ホーランド, キム・M・ローゼンバーグ, アイリーン・イオリオ，別府宏圀，共訳，みすず書房，2021年